# Bromheadia cecieliae
Bromheadia cecieliae là một loài thực vật có hoa trong họ Lan. Loài này được Kruiz. mô tả khoa học đầu tiên năm 1997.